# Madsen (groupe)
Pour les articles homonymes, voir Madsen.
Madsen est un groupe allemand de rock indépendant, originaire de Clenze. Trois des cinq membres fondateurs sont des frères, c'est pourquoi leur nom de famille est devenu le nom de leur groupe : Madsen. Leur style musical se compose d'éléments de rock, de punk rock et de pop. Les textes sont presque exclusivement écrits en allemand par Sebastian Madsen.

## Histoire
Les frères Madsen commencent à jouer de la musique très tôt. Au milieu des années 1990, ils se produisent pour la première fois sous le nom de Ganz Klar! et à la fin des années 1990, ils forment deux groupes, Alice's Gun et Hoerstuatz. Alors que le premier tend davantage vers le hard rock, le second expérimente des éléments hip-hop/crossover. Entre 2000 et 2002, l'évolution du groupe Hoerstuatz est suivie par la documentariste de la NDR Roswitha Ziegler. Désireux d'évoluer tant sur le plan musical que sur celui des textes, le groupe est rebaptisé Madsen en 2004. En janvier 2005, le premier single Die Perfektion sort et en mai 2005, le premier album Madsen. En août 2006, ils sortent leur deuxième album Goodbye Logik, qui les fait entrer pour la première fois dans le top 10. Ils participent à la tournée homonyme de septembre 2006 à avril 2007. En mai 2007, le groupe participe à l'émission Band Trip sur MTV.
Le quatrième album studio, Labyrinth, sort le 23 avril 2010 et devait être accompagné d'une tournée en mai. Cependant, à la suite d'une chute de cinq mètres de haut, au cours de laquelle le chanteur Sebastian Madsen se fracture la main gauche lors du tournage d'une vidéo, la tournée est reportée en hiver. Seules les dates des festivals n'ont pu être reportées. En 2011, Madsen se produit à nouveau au Rock am Ring et Rock im Park. Des durées de concert de plus en plus longues montrent la popularité croissante du groupe. Sur invitation de l'Institut Goethe, Madsen donne onze concerts en tant qu'invité dans des écoles aux États-Unis en octobre et novembre 2011. Les concerts étaient réservés aux élèves des écoles concernées et avaient généralement lieu le matin. Le groupe a agi en tant qu'ambassadeur de la langue allemande. Un autre album studio sort le 17 août 2012 sous le nom Wo es beginnt.
Dans le long-métrage Systemfehler - Wenn Inge tanzt, sorti en 2013, le groupe joue son propre rôle dans une courte apparition. Le film raconte l'histoire d'un groupe fictif d'élèves qui tente de décrocher un contrat de disque en se produisant en première partie d'un concert de Madsen.
En 2020, l'album Na gut dann nicht, nettement plus punk rock, sort. En septembre 2022, Sebastian Madsen sort son premier album solo Ein bisschen Seele avec Isbessa, sur lequel le groupe fait une apparition en tant qu'invité. Le 18 août 2023, le neuvième album de Madsen, intitulé Hollywood, sort.

## Discographie
- 2005 : Madsen
- 2006 : Goodbye Logik
- 2008 : Frieden im Krieg
- 2010 : Labyrinth
- 2012 : Wo es beginnt
- 2015 : Kompass
- 2018 : Lichtjahre
- 2020 : Na gut dann nicht
- 2023 : Hollywood